# Elaine de Jesus - 15 anos Ao Vivo (DVD)
Elaine de Jesus - 15 anos Ao Vivo é o primeiro álbum de vídeo da cantora cristã brasileira Elaine de Jesus, gravado no dia 27 de outubro de 2009 no Teatro Coliseu na cidade de Santos, no estado de São Paulo. O álbum relembra músicas de sucessos que marcaram ao longo de sua carreira. A gravação contou com participação dos familiares da cantora, como o seu esposo Pr. Alexandre Silva, seus pais Pr. Ouriel de Jesus e Jussara de Jesus, suas irmãs e amigos como Lauriete, Rayssa, Pr. Elizeu Gomes e Linéia, Moysés Cleyton, entre outros.
Foi o único DVD da Gravadora Cristo Vencedor e o seu último lançamento, encerrando assim suas atividades no mercado fonográfico. 

## Faixas
1. "Abertura"
2. "É Demais"
3. "Abra o Coração"
4. "Medley: Até o Fim, Cristão e Na unção de Deus"
5. "Quem chora pra Deus"
6. "Medley: Explodir de Poder e Deus vai agir"
7. "Terremoto de Glória"
8. "Terremoto Santo"
9. "Pérola" (Part: Suellen de Jesus e Ederlize de Jesus)
10. "Anjos de Deus" (Part: Eliseu Gomes)
11. "Dono do Milagre"
12. "Cidade de Deus"
13. "Promessas"
14. "Braço de Ferro" (Part: Alexandre Silva e Eliseu Gomes)
15. "Metade de Mim" (Part: Alexandre Silva)
16. "Tesouro do Coração" (Part: Ederlize de Jesus, Suellen de Jesus, Lauriete, e Rayssa)
17. "Em Tua presença"

Extras
- Making Of
- Slide Show
- Depoimentos
- Bônus Track: "Tesouro do Coração - Vanilda Boldieri" e "Anjos de Deus - Elizeu Gomes"